# Saint-Simon-les-Mines
Saint-Simon-les-Mines es un municipio canadiense situado en la provincia de Quebec.

## Superficie
Saint-Simon-les-Mines tiene una superficie de 47,43 km².

## Demografía
En 2021, tenía 573 habitantes, una densidad poblacional de 12,1 hab./km², y 231 viviendas.